# Arciom Dziamkou
Arciom Dziamjanawicz Dziamkou (błr. Арцём Дзям'янавіч Дзямкоў, ros. Артём Демьянович Демков – Artiom Diemjanowicz Diemkow; ur. 26 września 1989 w Mińsku) – białoruski hokeista. Reprezentant Białorusi.

## Kariera
- Junior Mińsk (2005-2008)
- Junost' Mińsk (2007-2008)
- Cape Breton Screaming Eagles (2008-2009)
- Acadie-Bathurst Titan (2009-2010)
- Dynama Mińsk (2009)
- HK Szachcior Soligorsk (2009-2011)
- Elmira Jackals (2011-2014)
  -  Hamburg Freezers (2012)
  -  Albany Devils (2013/2014)
- HK Soczi (2014)
- Dynama Mińsk (2014)
- HK Szachcior Soligorsk (2014-2018)
- HKm Zvolen (2018)
- HK Szachcior Soligorsk (2018-2019)
- Dynama Mińsk (2019-2022)
- HK Szachcior Soligorsk (2022)
- Spartak Moskwa (2022)
- Dynama Mińsk (2022-2023)
- HK Szachcior Soligorsk (2023-)

Wychowanek Junosti Mińsk. W 2008 wyjechał do Kanady i przez rok grał w dwóch klubach juniorskiej ligi QMJHL w ramach CHL. W KHL Junior Draft w 2009 został wybrany przez Dynama Mińsk (runda 3, numer 48). W tym samym roku wrócił do ojczyzny i krótkotrwale grał w Dynamie Mińsk w lidze KHL, a następnie dwa sezony w Szachciorze z białoruskiej ekstraligi. W 2011 ponownie wyjechał do Ameryki Północnej i w październiku 2011 został zawodnikiem amerykańskiego klubu Elmira Jackals w lidze ECHL (od 2012 ponownie). Od stycznia do lipca 2012 został wypożyczony do niemieckiej drużyny Hamburg Freezers w lidze DEL. Od grudnia 2013 wypożyczony do zespołu Albany Devils w lidze AHL, w połowie tego miesiąca podpisał kontrakt na grę w AHL. Od sierpnia do października 2014 zawodnik HK Soczi. Od tego czasu ponownie zawodnik Dynama Mińsk. Przekazany wówczas do drużyny farmerskiej w Soligorsku. Od czerwca 2016 ponownie zawodnik Dynama Mińska. Zwolniony w sierpniu 2016. W czerwcu 2018 został graczem słowackiego klubu HKm Zvolen. Rozegrał w nim jeden mecz ligowy i powrócił do Szachciora. W czerwcu 2019 ponownie został graczem Dynama Mińsk. W marcu 2022 powrócił do Szachciora. W lipcu 2022 został zaangażowany przez rosyjski Spartak Moskwa, skąd pod koniec listopada 2022 powrócił do mińskiego Dynama. W maju 2023 ponownie wrócił do składu Szachciora.
Występował w kadrach juniorskich kraju na mistrzostwach świata do lat 18 w 2006 (Elita), 2007 (Dywizja I), do lat 20 w 2008, 2009 (Dywizja I). W kadrze seniorskiej uczestniczył w turniejach mistrzostw świata w 2011, 2013, 2015, 2016, 2017, 2018 (Elita), 2019 (I Dywizja), 2021 (Elita).

## Sukcesy
Reprezentacyjne
- Awans do Elity MŚ do lat 18: 2007
- Srebrny medal zimowej uniwersjady: 2011
- Awans do MŚ Elity: 2019

Klubowe
- Srebrny medal mistrzostw Białorusi: 2010, 2016 z Szachciorem Soligorsk
- Mistrzostwo dywizji ECHL: 2012 z Elmira Jackals
- Mistrzostwo konferencji ECHL: 2012 z Elmira Jackals
- Mistrzostwo w sezonie regularnym ECHL: 2012 z Elmira Jackals
- Złoty medal mistrzostw Białorusi: 2015 z Szachciorem Soligorsk
- Brązowy medal mistrzostw Białorusi: 2013, 2018, 2019 z Szachciorem Soligorsk

Indywidualne
- Mistrzostwa świata do lat 18 w hokeju na lodzie mężczyzn 2008/Dywizja I:
  - Pierwsze miejsce w klasyfikacji +/− turnieju: +8
  - Trzecie miejsce w klasyfikacji strzelców turnieju: 5 goli
- Sezon ECHL 2012/2013:
  - Najlepszy zawodnik tygodnia – 15–21 października 2012

Indywidualne
- Puchar Kontynentalny 2015/2016#Grupa E:
  - Pierwsze miejsce w klasyfikacji asystentów turnieju: 5 asyst[20]
  - Drugie miejsce w klasyfikacji kanadyjskiej turnieju: 5 punktów[21]
- Ekstraliga białoruska w hokeju na lodzie (2015/2016):
  - Drugie miejsce w klasyfikacji asystentów w sezonie zasadniczym: 29 asyst[22]
  - Trzecie miejsce w klasyfikacji kanadyjskiej w sezonie zasadniczym: 47 punktów[23]
  - Pierwsze miejsce w klasyfikacji asystentów w fazie play-off: 9 asyst[24]
  - Drugie miejsce w klasyfikacji kanadyjskiej w fazie play-off: 11 punktów[25]
- Ekstraliga białoruska w hokeju na lodzie (2017/2018):
  - Piąte miejsce w klasyfikacji strzelców w sezonie zasadniczym: 20 goli[26]
  - Drugie miejsce w klasyfikacji asystentów w sezonie zasadniczym: 35 asyst[27]
  - Trzecie miejsce w klasyfikacji kanadyjskiej w sezonie zasadniczym: 55 punktów[28]
  - Trzecie miejsce w klasyfikacji strzelców w fazie play-off: 6 goli[29]
  - Czwarte miejsce w klasyfikacji asystentów w fazie play-off: 9 asyst[30]
  - Pierwsze miejsce w klasyfikacji kanadyjskiej w fazie play-off: 15 punktów[31]
  - Najlepszy napastnik sezonu[32]
- Mistrzostwa Świata w Hokeju na Lodzie 2019/I Dywizja#Grupa A:
  - Piąte miejsce w klasyfikacji strzelców turnieju: 3 gole[33]
- Ekstraliga białoruska w hokeju na lodzie (2018/2019):
  - Piąte miejsce w klasyfikacji strzelców w fazie play-off: 6 goli[34]
  - Trzecie miejsce w klasyfikacji asystentów w fazie play-off: 8 asyst[35]
  - Drugie miejsce w klasyfikacji kanadyjskiej w fazie play-off: 14 punktów[36]